# 2013 год в музыке

## События
- 8 января — Дэвид Боуи объявил о возвращении на сцену[1][2].
- 10 января — Адам Гонтьер покинул Three Days Grace.
- 4 февраля — Fall Out Boy объявили об окончании перерыва.
- 21 февраля — прошла 33-я церемония вручения премий BRIT Awards — награды за лучшие достижения в музыкальной жизни Великобритании, певица Эмели Санде стала обладательницей премии сразу в двух категориях: лучшая певица Великобритании и альбом года[3].
- 22 марта — американская рок-группа My Chemical Romance объявила о своём распаде[4].
- 23 марта — Гленн Хьюз объявил о распаде проекта Black Country Communion[5].
- 23 Апреля — Attack Attack! объявили о своём распаде.
- 14—18 мая — Конкурс песни Евровидение 2013.
- 19 мая — Честер Беннингтон становится лидирующим вокалистом группы Stone Temple Pilots, вместо уволенного Скотта Уайланда[6].
- 26—30 июня — Фестиваль в Гластонбери[7].
- 5—7 июля — Ruisrock международный рок-фестиваль в Турку[8].
- 13—21 июля — Pori Jazz международный джаз-фестиваль в Пори[9].
- 19—21 июля — Narva Bike — международный байкерский фестиваль в Нарве[10].
- 7 июня — состоялась 11-я Премия Муз-ТВ.
- 8 июня — фестиваль «Рок над Волгой»
- 13 июня — дебютировал южнокорейский бойз-бэнд «BTS»
- 19 июля — скончался лидер группы «Король и Шут» Михаил Горшенёв.
- 20 июля — скончался ударник группы «Кино» Георгий Гурьянов.
- 28 августа — Дэн МакКафферти покинул Nazareth[11][12].
- 10 сентября — Юлия Коган покинула группу Ленинград[13].
- 26 сентября
  - Открытие ХХ Международного музыкального фестиваля «Харьковские ассамблеи»[14].
  - Роберт Фрипп объявил о воссоединении King Crimson[15].
- 2 октября — Эдди Хермида становится новым вокалистом Suicide Silence, вместо погибшего годом ранее, Митча Лакера[16].
- 30 октября — Jonas Brothers объявили о своём распаде.[17]
- 11 ноября — Леди Гага выпустила свой третий студийный альбом ARTPOP
- 14 декабря — Океан Эльзы воссоединился на один день в классическом составе и выступил с эксклюзивным концертом на Майдане Независимости[18].

## Образовавшиеся группы
- Little Big
- Klapa s Mora
- Moje 3
- Juice=Juice
- The Uchpochmack
- From Ashes to New
- BTS
- Velial Squad
- VLNY
- Северный флот
- Хлеб
- Zeal & Ardor

## Воссоединившиеся группы
- Непара
- НАИВ
- 2Special
- Kunteynir

## Распавшиеся группы
- Ранетки
- My chemical romance
- Чай вдвоём
- Король и Шут

## Концерты
- 7 мая—29 июля — мировой тур Depeche Mode[19].
- 19 мая—30 июня — всеукраинский стадионный тур Океана Эльзы «Земля».
- 21 мая — Pink Floyd — Санкт-Петербург, Ледовый дворец, The Australian Pink Floyd Show.
- 8 июня — выступление Rammstein в рамках фестиваля Рок над Волгой.
- 12 июня — 30 Seconds To Mars в рамках MAXIDROM посетили Москву.
- 21, 23 июня — Green Day в рамках тура 99 Revolutions.
- 15—16 июня — рок-фестиваль «Остров» — Архангельская область, г. Архангельск, о. Краснофлотский.
- 5—7 июля — рок-фестиваль «Нашествие» — Большое Завидово, Тверская область.
- 13 июля — Blur выступили в Москве в рамках фестиваля Пикник «Афиши»[20].
- 16 июля — Iron Maiden — Санкт-Петербург, Арена
- 18 июля — Iron Maiden — Москва, Олимпийский.
- 1—7 августа — рок-фестиваль «Кубана» — Анапа.
- 5—7 октября — Элис Купер — Санкт-Петербург, спорткомплекс «Юбилейный»; Москва, концертный зал «Crocus City Hall»[21].
- 8—20 октября — Моцарт. Рок-опера — турне Москва — Санкт-Петербург — Минск — Киев — Харьков — Донецк — Одесса.
- 15 ноября—2 декабря — тур Limp Bizkit по 16 городам России.
- 9—10 декабря — Наталия Орейро — Москва, концертный зал «Crocus City Hall»[22].
- 12 декабря — Наталия Орейро — Санкт-Петербург, Ледовый дворец[22].
- 14 декабря — Океан Эльзы — Киев, Майдан Независимости.

## Награды

### Премия «Грэмми»
55-я ежегодная церемония вручения премии «Грэмми» состоялась 10 февраля 2013 года в Лос-Анджелесе.
- Запись года — Готье и Кимбра «Somebody that I used to know»
- Альбом года — Mumford & Sons «Babel»
- Песня года — fun. и Жанель Моне «We Are Young»
- Лучший новый исполнитель — fun.

### BRIT Awards 2013
33-я ежегодная церемония вручения наград BRIT Awards прошла 20 февраля 2013 года в Лондоне.
- Британский исполнитель года — Бен Ховард
- Международный исполнитель года — Фрэнк Оушен
- Британская исполнительница года — Эмели Санде
- Международная исполнительница года — Лана Дель Рей
- Британская группа года — Mumford & Sons
- Международная группа года — The Black Keys
- Британский прорыв года — Бен Ховард
- Британский сингл года — Адель «Skyfall»

### Billboard Music Awards
Церемония вручения музыкальных наград Billboard Music Awards 2013 прошла 19 мая в MGM Grand Garden Arena в Лас-Вегасе.
- Артист года — Тейлор Свифт
- Открытие года — One Direction
- Лучший исполнитель — Джастин Бибер
- Лучшая исполнительница — Тейлор Свифт
- Лучшая группа: One Direction
- Лучшая песня (Top Hot 100) — Готье и Кимбра «Somebody that I used to know»
- Лучший альбом — Тейлор Свифт «Red»

### Премия RU.TV 2013
3-я ежегодная русская премия телеканала RU.TV прошла 25 мая в Москве.
- Лучший певец — Валерий Меладзе
- Лучшая певица — Полина Гагарина
- Лучшая группа — Винтаж
- Реальный приход — A-Dessa
- Лучшая песня — Григорий Лепс «Водопадом»

### Премия Муз-ТВ 2013
11-я ежегодная национальная премия в области популярной музыки Муз-ТВ 2013 была проведена 7 июня 2013 года в Москве.
- Лучший исполнитель — Дима Билан
- Лучшая исполнительница — Ани Лорак
- Лучшая поп-группа — Градусы
- Прорыв года — Полина Гагарина
- Лучшая песня — Нюша «Воспоминание»

### MTV Video Music Awards 2013
30-я церемония вручения музыкальных наград телеканала MTV прошла 25 августа 2013 года в Нью-Йорке.
- Видео года — Джастин Тимберлейк «Mirrors»
- Лучшее мужское видео — Бруно Марс «Locked Out Of Heaven»
- Лучшее женское видео — Тейлор Свифт «I Knew You Were Trouble.»
- Лучший новый артист — Остин Махоун «What About Love»

### MTV Europe Music Awards 2013
20-я церемония вручения музыкальных наград телеканала MTV Европа прошла 10 ноября 2013 года в Амстердаме.
- Лучший певец — Джастин Бибер
- Лучшая певица — Кэти Перри
- Лучший новый артист — Macklemore и Райан Льюис
- Лучшая песня — Бруно Марс «Locked Out Of Heaven»

### Реальная премия MusicBox 2013
1-я ежегодная премия группы телеканалов Music Box прошла 19 ноября 2013 года в Москве.
- Певец года — Дан Балан
- Певица года — Нюша
- Группа года — Звери
- Песня года — Serebro «Мало тебя»

### American Music Awards 2013
41-я ежегодная церемония American Music Awards 2013 прошла 24 ноября в Лос-Анджелесе.
- Артист года — Тейлор Свифт
- Новый артист года — Ариана Гранде
- Песня года — Florida Georgia Line и Nelly «Cruise»

### Зал славы рок-н-ролла
Исполнители:
- Heart (Майкл Дерозье, Ховард Лиз[англ.], Нэнси Уилсон, Энн Уилсон, Роджер Фишер и Стив Фоссен)[23]
- Public Enemy (Chuck D, Flavor Flav, Professor Griff[англ.] и Terminator X[англ.])[24]
- Rush (Алекс Лайфсон, Гедди Ли и Нил Пирт)[25]
- Альберт Кинг[26]
- Рэнди Ньюман[27]
- Донна Саммер[28]

Неисполнители:
- Лу Адлер[29]
- Куинси Джонс[30]

### Зал славы авторов песен
- Лу Грэмм[31]
- Мик Джонс[32]
- Холли Найт[англ.][33]
- Джо Перри[34]
- Джей Ди Саутер[англ.][35]
- Стивен Тайлер[36]
- Тони Хэтч[англ.][37]

Награда Хэла Дэвида «Звёздный свет»:
- Бенни Бланко[38]

Награда Джонни Мерсера:
- Элтон Джон и Берни Топин[39]

Награда первопроходцу:
- Берри Горди[40]

Награда за выдающуюся песню:
- A Change Is Gonna Come[41]

### Зал славы кантри
- Бобби Бэр[англ.][42]
- Джек Клемент[43]
- Кенни Роджерс[44]

## Песни

### США
Хиты № 1 в США (Список синглов № 1 в США в 2013 году (Billboard) #1 Hits)
- «Blurred Lines» — Robin Thick feat. T.I. & Pharrell Williams (12 недель)
- «Royals» — Lorde (9 недель)
- «Thrift Shop» — Macklemore & Ryan Lewis feat. Wanz (6 недель)
- «Harlem Shake» — Baauer (5 недель)
- «Can’t Hold Us» — Macklemore & Ryan Lewis feat. Ray Dalton (5 недель)
- «Locked Out of Heaven» — Bruno Mars (4 недели)
- «Just Give Me a Reason» — Pink feat. Nate Russ (3 недели)
- «Wrecking Ball» — Miley Cyrus (3 недели)
- «Roar» — Katy Perry (2 недели)
- «The Monster» — Eminem feat. Rihanna (2 недели)
- «When I Was Your Man» — Bruno Mars (1 неделя)

### Великобритания
Хиты № 1 в Великобритании (UK Official Top 100 #1 Hits)
- «Blurred Lines» — Robin Thick feat. T.I. & Pharrell Williams (5 недель)
- «Get Lucky» — Daft Punk feat. Pharrell Williams (4 недели)
- «Mirrors» — Justin Timberlake (3 недели)
- «Wake Me Up» — Avicii (3 недели)
- «Burn» — Ellie Goulding (3 недели)
- «Somewhere Only We Know» — Lily Allen (3 недели)
- «Scream & Shout» — will.i.am feat. Britney Spears (2 недели)
- «Get Up (Rattle)» — Bingo Players feat. Far East Movement (2 недели)
- «Need U (100%)» — Duke Dumont feat. A*M*E (2 недели)
- «Roar» — Katy Perry (2 недели)
- «Talk Dirty» — Jason Derulo feat. 2 Chainz (2 недели)
- «Counting Stars» — OneRepublic (2 недели)
- «Thrift Shop» — Macklemore & Ryan Lewis feat. Wanz (1 неделя)
- «I Could Be The One» — Avicii feat. Nicky Romero (1 неделя)
- «One Way or Another (Teenage Kicks)» — One Direction (1 неделя)
- «What About Us» — The Saturdays feat. Sean Paul (1 неделя)
- «Let's Get Ready To Rhumble» — PJ & Duncan (1 неделя)
- «Waiting All Night» — Rudimental feat. Ella Eyre (1 неделя)
- «La La La» — Naughty Boy feat. Sam Smith (1 неделя)
- «I Love It» — Icona Pop feat. Charli XCX (1 неделя)
- «Love Me Again» — John Newman (1 неделя)
- «We Can't Stop» — Miley Cyrus (1 неделя)
- «Wrecking Ball» — Miley Cyrus (1 неделя)
- «Royals» — Lorde (1 неделя)
- «The Monster» — Eminem feat. Rihanna (1 неделя)
- «Look Right Through» — Storm Queen (1 неделя)
- «Animals» — Martin Garrix (1 неделя)
- «Under Control» — Calvin Harris & Alesso feat. Hurts (1 неделя)
- «Skyscraper» — Sam Bailey (1 неделя)
- «Happy» — Pharrell Williams (1 неделя)

### Россия
Хиты № 1 в России (Radio TopHit)
- «I Follow Rivers» — Lykke Li & The Magican (12 недель)
- «Get Lucky» — Daft Punk feat. Pharrell Williams (11 недель)
- «Wake Me Up» — Avicii (8 недель)
- «La La La» — Naughty Boy feat. Sam Smith (5 недель)
- «Too Close» — Alex Clare (4 недели)
- «Наедине» — Нюша (4 недели)
- «Diamonds» — Rihanna (3 недели)
- «Here Comes The Sun» — Movetown feat. Ray Horton (2 недели)
- «A Little Party Never Killed Nobody (All We Got)» — Fergie feat. Q-Tip & GoonRock (2 недели)
- «Safe And Sound» — Capital Cities (1 неделя)

## Скончались

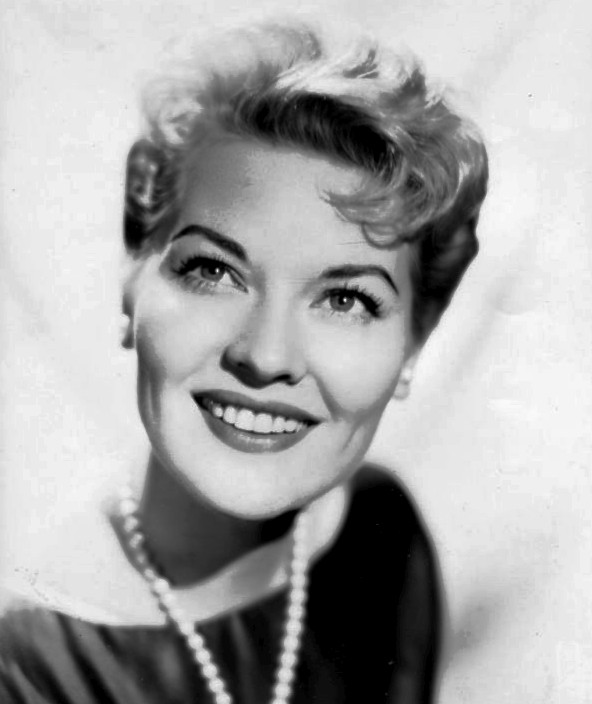
Патти Пейдж

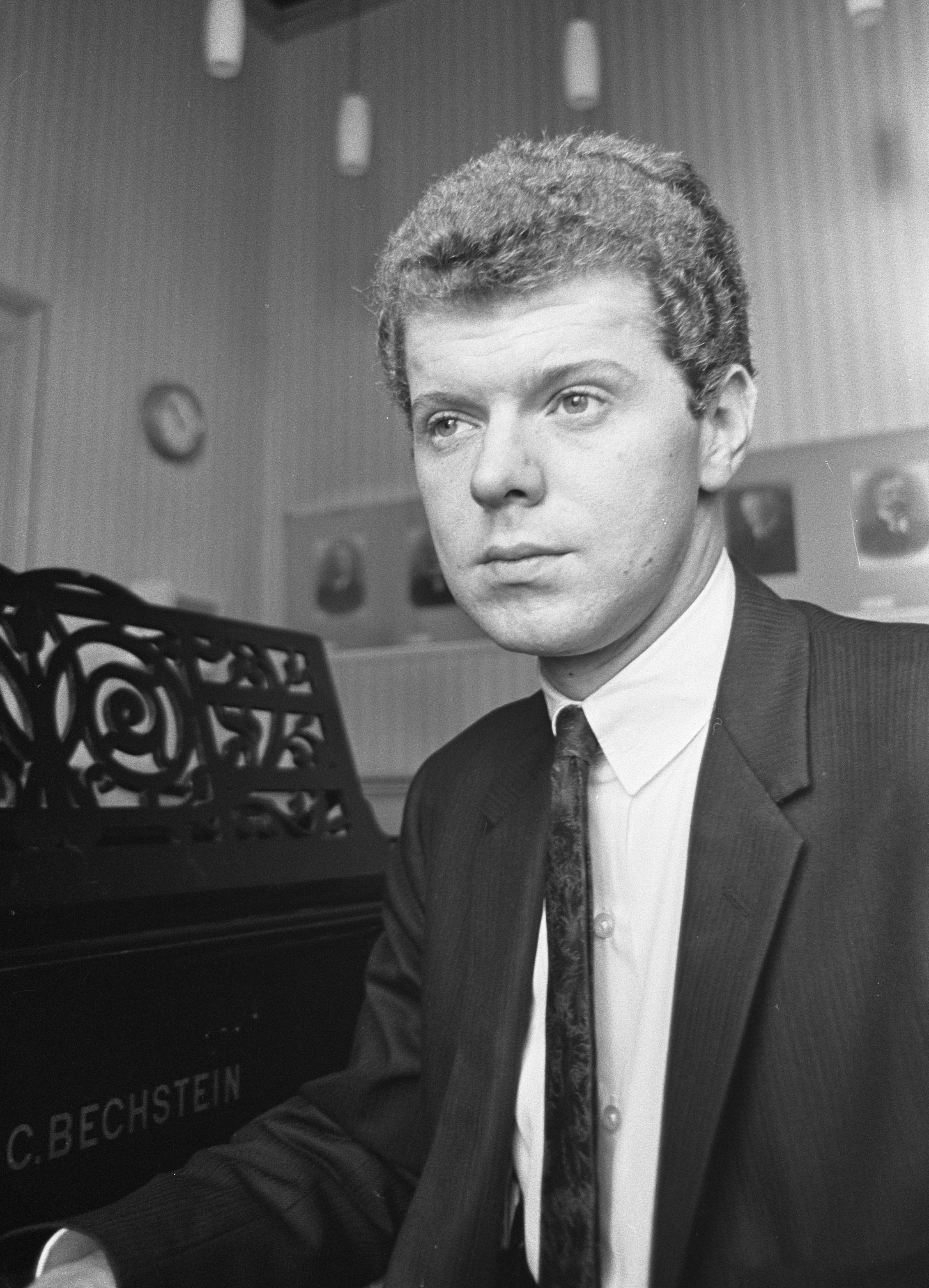
Ван Клиберн

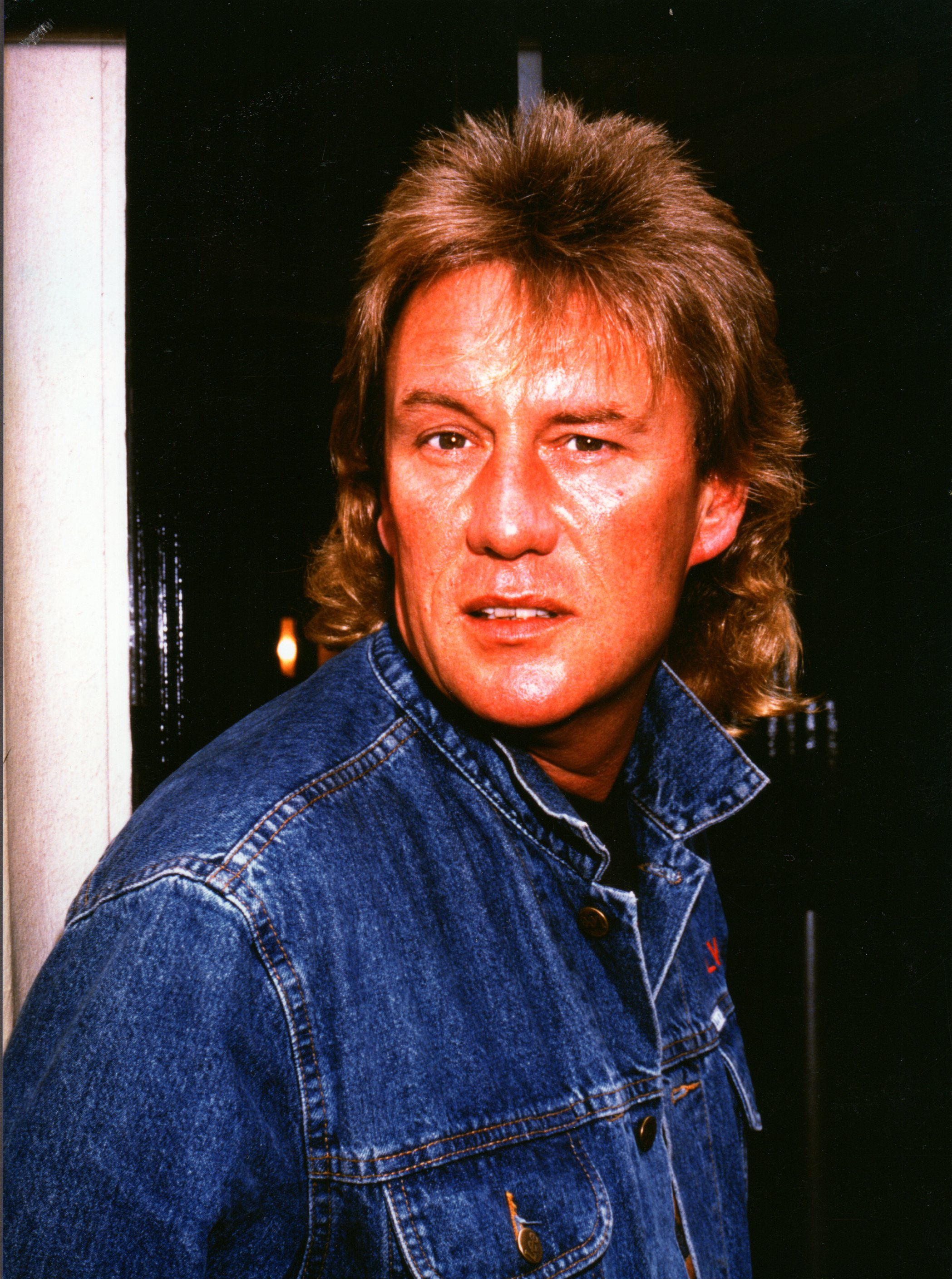
Элвин Ли

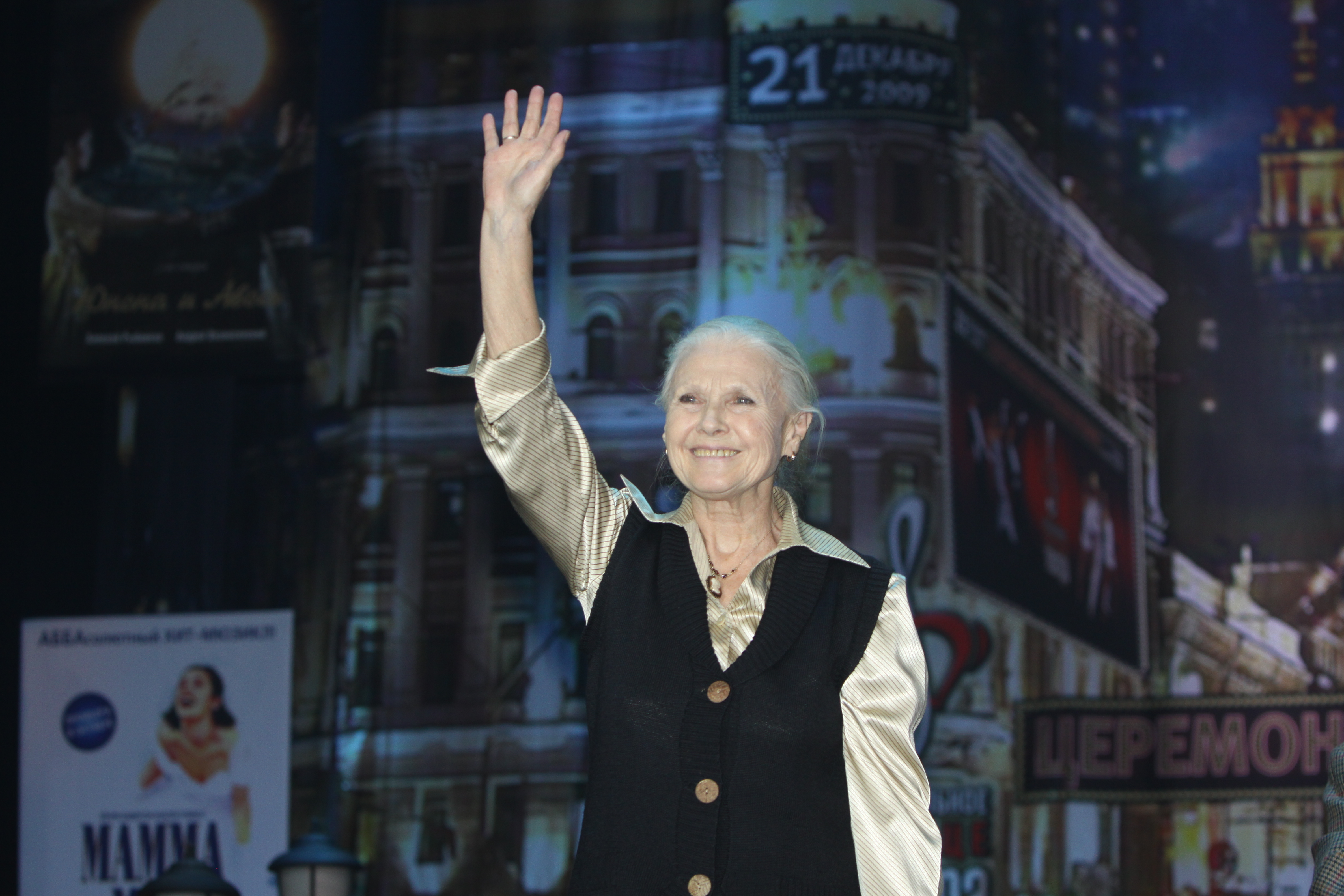
Мария Пахоменко

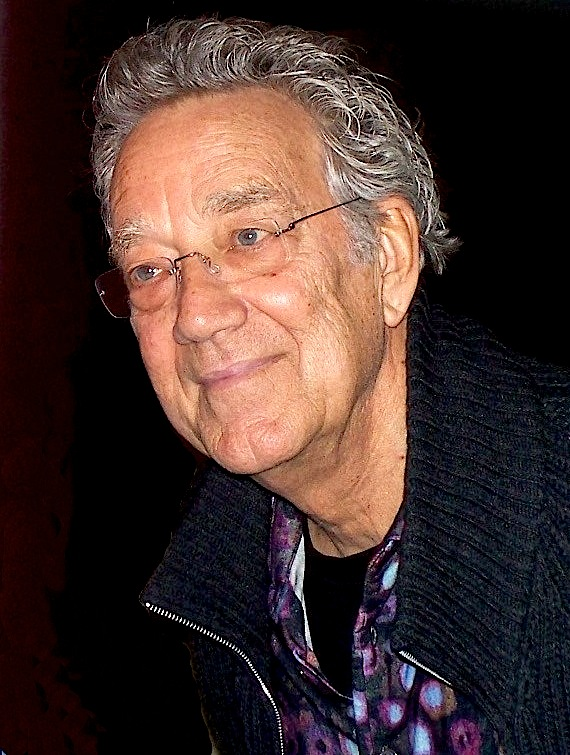
Рей Манзарек

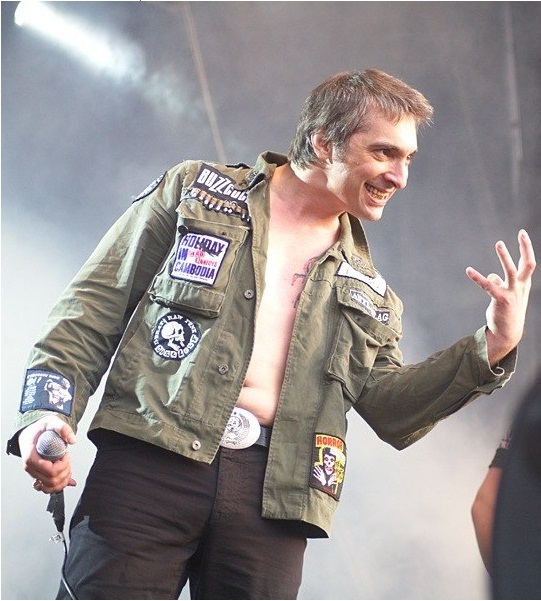
Михаил Горшенёв

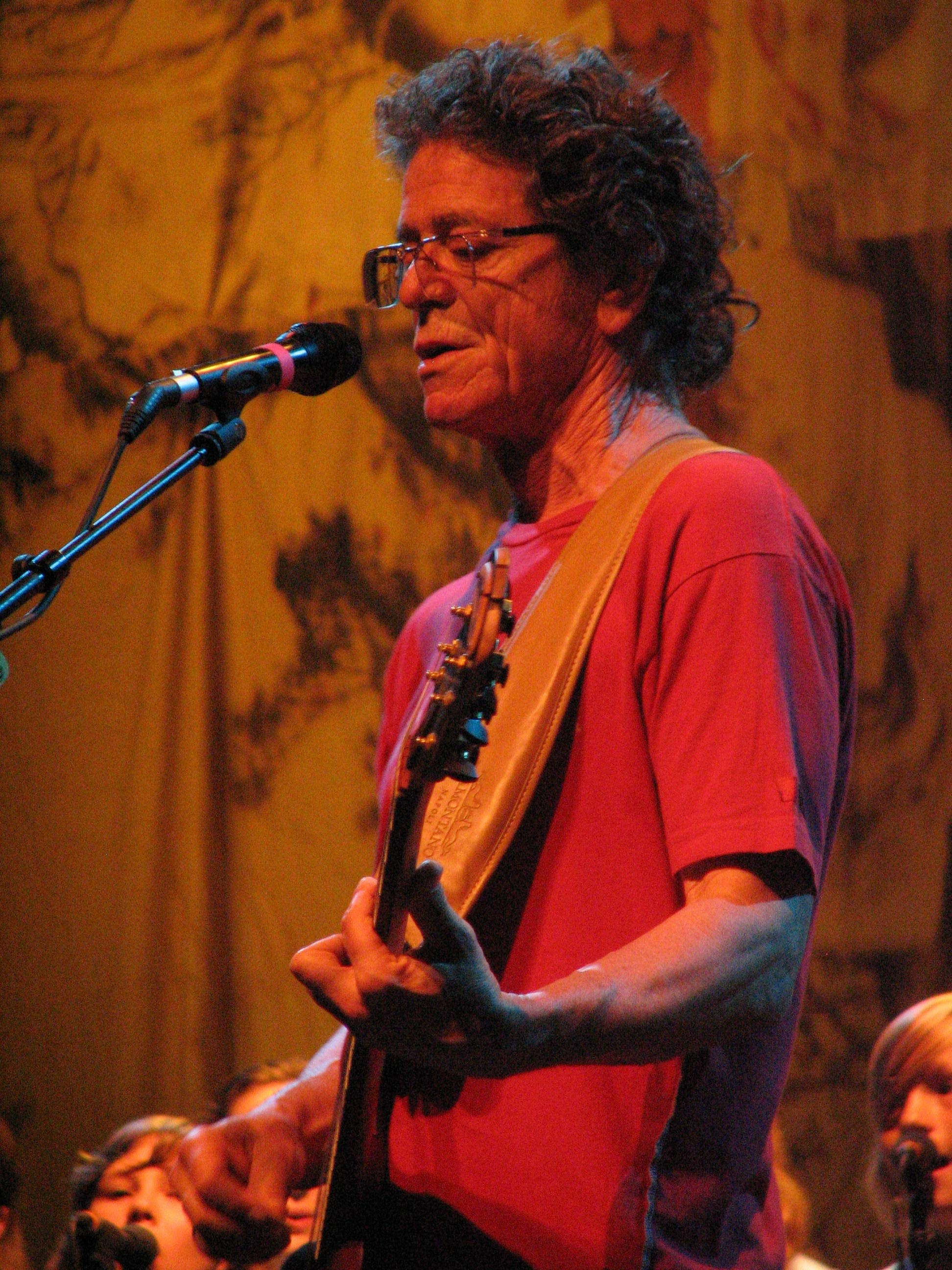
Лу Рид

Обзор:

### Январь
- 1 января — Патти Пейдж (85) — американская певица, звезда эстрады 1950-х годов[46][47].
- 3 января — М. С. Гопалакришнан[англ.] (81) — индийский скрипач[48].
- 4 января — Сэмми Джонс[англ.] (66) — американский автор-исполнитель[49].
- 10 января
  - Клод Нобс (76) — швейцарский музыкант, основатель и генеральный директор Джазового фестиваля в Монтрё[50].
  - Джордж Грунц[англ.] (80) — швейцарский джазовый пианист, органист, клавесинист[51].
  - Франц Лерндорфер[англ.] (84) — немецкий органист[52].
- 11 января — Кхуши Мурали[англ.] (45) — индийский певец[53].
- 12 января — Прешес Брайант (71) — американский блюзовый и кантри музыкант[54].
- 15 января — Юлий Туровский (73) — канадский (род. в СССР) дирижёр и виолончелист[55].
- 16 января
  - Ник Поттер[англ.] (61) — британский басист, участник Van der Graaf Generator[56][57][58].
  - София Хак (41) — британская певица и актриса[59].
- 17 января
  - Клод Блэк[англ.] (80) — американский джазовый пианист[60].
  - Клаудио Лео (40) — итальянский гитарист, участник Lacuna Coil[61].
  - Лизбет Уэбб[англ.] (86) — британская певица (сопрано)[62].
  - Хомаюн Хоррам[англ.] (86) — иранский композитор, скрипач[63].
- 18 января — Бобби Беннетт[англ.] (74) — американский певец, автор песен, хореограф и музыкант, участник группы The Famous Flames
- 19 января
  - Мехназ Бегум[англ.] (55) — пакистанская певица[64].
  - Джон Брахени[англ.] (74) — американский автор песен[65].
  - Фрэнк Пулер[англ.] (86) — американский хормейстер и композитор[66].
  - А. Рафик[англ.] (64) — индонезийский певец и актёр[67].
- 25 января — Осе Нордмо Лёвберг (89) — норвежская оперная певица[68].
- 27 января
  - Фам Дуй[англ.] (91) — вьетнамский композитор, автор множества военных и патриотических песен[69][70].
  - Лерой Боннер[англ.] (69) — американский исполнитель и гитарист[71].
- 28 января — Ферди Озбеген[тур.] (71) — турецкий композитор и певец[72].
- 29 января — Буч Моррис[англ.] (65) — американский джазовый корнетист, композитор, дирижёр[73][74].
- 30 января
  - Энн Рэбсон (67) — американская блюзовая певица и музыкант[75].
  - Патти Эндрюс (94) — американская певица, участница вокального трио Сёстры Эндрюс[76][77].

### Февраль
- 3 февраля — Оскар Фельцман (91) — советский и российский композитор. Народный артист РСФСР (1989).
- 4 февраля — Рег Пресли (71) — вокалист группы The Troggs.[78]
- 6 февраля — Фабио Фриттелли (Mo-Do) (46)  — итальянский певец, музыкант и диджей.
- 11 февраля
  - Кевин Пик[англ.] (66) — австралийский музыкант, гитарист. Бывший участник британской группы Sky.[79]
  - Рик Хаксли[англ.] (72) — британский музыкант, бас-гитарист группы The Dave Clark Five[80]
- 16 февраля — Тони Шеридан (72) — британский певец и гитарист. Участник первой записи группы The Beatles[81].
- 17 февраля
  - Минди Маккриди (37) — американская певица[82].
  - Краус Шмулик (77) — израильский певец и музыкант[83].
- 18 февраля
  - Кевин Эйерс (68) — британский рок-музыкант. Основатель прог-роковой группы Soft Machine[84][85].
  - Аманбек Нуртазин (73) — киргизский оперный певец, заслуженный артист республики[86].
- 22 февраля — Игорь Анисимов (40) — клавишник первого состава группы Ласковый май[87].
- 23 февраля — Мэджик Слим (75) — американский блюзовый гитарист[88].
- 27 февраля — Ван Клиберн (78) — американский пианист. Первый победитель Международного конкурса имени Чайковского в 1958 году[89].
- 27 февраля — Рашид Дайбараев (45) — первый директор группы «Ласковый май» и бывший продюсер Николая Баскова[90].

### Март
- 1 марта — Джуэл Эйкенс[англ.] (79) — американский певец и продюсер[91].
- 3 марта — Бобби Роджерс[англ.] (73) — американский певец, вокалист группы The Miracles
- 6 марта
  - Элвин Ли (68) — британский гитарист, певец[92].
  - Чорао[англ.] (42) — бразильский рок-певец[93].
- 7 марта — Питер Бэнкс (65) — гитарист. Один из основателей британской прог-роковой группы Yes[94].
- 8 марта — Мария Пахоменко (75) — советская и российская эстрадная певица[95].
- 12 марта — Клайв Барр (56) — барабанщик раннего состава британской хэви-метал группы Iron Maiden[96].
- 17 марта — Оксана Хожай (48) — украинская эстрадная певица и композитор, Заслуженная артистка Украины[97].
- 28 марта — Хью Маккракен[англ.] (70) — сессионный гитарист. Участвовал в записи сольных проектов Джона Леннона и Пола Маккартни[98].
- 30 марта — Фил Рамон (72) — американский звукорежиссёр, музыкальный продюсер, скрипач и композитор[99].

### Апрель
- 6 апреля
  - Славомир Кустерка[пол.] (27) — польский музыкант, бас-гитарист группы Hate[100].
  - Марку Рибас[порт.] (65) — бразильский музыкант[101].
- 7 апреля
  - Нил Смит (59) — австралийский музыкант, бывший басист групп AC/DC и Rose Tattoo[102].
  - Энди Джонс (61) — британский музыкальный продюсер, работавший с Led Zeppelin и Rolling Stones[103].
- 13 апреля — Чи Ченг (42) — американский музыкант, басист группы Deftones[104].
- 18 апреля
  - Корделл Моссон[англ.] (60) — американский музыкант, басист группы Parliament-Funkadelic
  - Сторм Торгерсон (69) — британский фотограф, дизайнер, кинематографист. Автор обложек альбомов Pink Floyd, Led Zeppelin и многих других музыкантов[105].
- 22 апреля — Ричи Хейвенс (72) — американский фолк-певец, гитарист. Первооткрыватель фестиваля Вудсток (1969)[106].
- 28 апреля — Евгений Огир (32) — музыкальный продюсер, муж украинской певицы Тины Кароль[107].

### Май
- 1 мая — Крис Келли (34) — американский рэп-музыкант из рэп-дуэта «Kris Kross»[108].
- 2 мая
  - Джефф Ханнеман (49) — гитарист и один из основателей американской трэш-метал группы Slayer[109].
  - Эдди Кей (86) — американский джаз-саксофонист[110].
  - Сид Селвидж (69) — американский блюзовый музыкант[111].
- 3 мая — Седрик Брукс[англ.] (70) — ямайский саксофонист из группы «The Skatalites»[112].
- 4 мая — Сесар Портильо де ла Рус[англ.] (90) — кубинский музыкант и композитор[113].
- 6 мая — Стив Мартланд[англ.] (53) — британский композитор[114].
- 13 мая — Оддвар А:М (39) — норвежский музыкант, гитарист группы In the Woods…[115]
- 17 мая — Фил Бюрстатте (44) — американский музыкант, бывший барабанщик группы White Zombie[116].
- 20 мая — Рэй Манзарек (74) — американский музыкант, клавишник группы The Doors[117]
- 21 мая — Тревор Болдер (62) — британский рок-музыкант. Бас-гитарист группы Uriah Heep[118].
- 25 мая — Маршалл Лайтл[англ.] (79) — американский музыкант, басист группы Bill Haley & His Comets

### Июнь
- 1 июня — Йоханна Морлёв (38) — шведская певица, участвовавшая в концертах группы Therion[119].
- 4 июня — Джоуи Ковингтон[англ.] (67) — американский барабанщик. Участник групп Hot Tuna, Jefferson Airplane[120].
- 12 июня — Валентина Арканова (79) — оперная певица, педагог, Народная артистка Украины[121].
- 23 июня — Бобби «Блю» Блэнд (83) — американский блюзовый певец
- 24 июня
  - Алан Майерс[англ.] (58) — бывший барабанщик группы Devo[122].
  - Джонсон Пафф (40) — американская певица и автор песен[123].
- 26 июня — Александр Бутузов (55) — советский и российский поэт, художник. В 1979—1981 годах читал литературную часть на концертах Машины времени[124].
- 27 июня — Пётр Тосенко (71) — гобоист и музыкальный педагог[125].

### Июль
- 1 июля — Шанталь де Фра́йтас (45) — немецкая актриса и певица[126].
- 8 июля — Владимир Вайс (71) — советский и австралийский дирижёр[127].
- 12 июля — Бана (81) — кабо-вердианский певец[128].
- 16 июля — Джеймс Форд[англ.], известен под псевдонимом «T-Model Ford» (93) — американский блюзовый музыкант[129].
- 19 июля — Михаил Горшенёв (39) — музыкант, солист и лидер панк-группы Король и Шут[130].
- 20 июля — Георгий Гурьянов (52) — советский и российский музыкант, художник. Бывший барабанщик группы Кино[131].
- 24 июля
  - Никос Мамангакис[греч.] (84) — греческий классический композитор[132].
  - Чайвонисо Марэр (37) — американо-зимбабвийская певица и автор песен[133].
- 25 июля — Конгар-оол Ондар[англ.] (51) — тувинский исполнитель горлового пения, заслуженный артист России[134].
- 26 июля
  - Шафига Ахундова (89) — азербайджанский композитор первая женщина-композитор республики, народная артистка Азербайджана[135].
  - Джей Джей Кейл (74) — американский блюз-гитарист, певец и автор песен[136].
  - Майк Шипли[англ.] (56) — британский звукоинженер и музыкальный продюсер («Def Leppard»), лауреат премии «Грэмми»[137].
- 28 июля
  - Талат Гасымов[азерб.] (80) — азербайджанский исполнитель мугама, народный артист Азербайджана[138].
  - Рита Рейз[англ.] (88) — нидерландская джазовая певица[139].
- 29 июля — Салават Низаметдинов (56) — башкирский композитор, заслуженный деятель искусств Российской Федерации, заслуженный деятель искусств Республики Башкортостан[140].

### Август
- 1 августа — Тоби Сакс[англ.] (71) — американская виолончелистка[141].
- 5 августа — Джордж Дюк (67) — джазовый музыкант, известный участием в группе Фрэнка Заппы «The Mothers of Invention»[142].
- 6 августа — Тим Райт[англ.] (61) — американский музыкант, бас-гитарист группы «Pere Ubu»[143].
- 8 августа — Джек Клемент (82) — американский певец и продюсер[144].
- 9 августа — Регина Резник (90) — американская оперная певица[145].
- 10 августа — Эйди Горме (84) — американская певица и актриса[146].
- 11 августа — Рик Даниеле (65) — итальянский певец[147].
- 12 августа
  - Дмитрий Шебалин (83) — советский и российский альтист, участник Квартета имени Бородина, народный артист РСФСР (1974), сын композитора Виссариона Шебалина[148].
  - Спас Венков (84) — болгарский и австрийский оперный певец[149].
- 13 августа — Джон Брукс (44) — барабанщик группы The Charlatans[150].
- 14 августа — Аллен Ланье (66) — американский музыкант, один из основателей и гитарист группы «Blue Öyster Cult»[151].
- 19 августа
  - Седар Уолтон[англ.] (79) — американский джазовый пианист[152].
  - Донна Хайтауэр (86) — американская певица[153].
- 20 августа
  - Габриэль Балахсан (37) — израильский рок-музыкант[154].
  - Кира Изотова (82) — советская и российская оперная певица, педагог, заслуженная артистка РСФСР[155].
  - Мэриэн Макпартлэнд (95) — британская джазовая пианистка и композитор, лауреат премии «Грэмми» (2004)[156].
- 21 августа — Сид Бернстайн[англ.] (95) — американский музыкальный продюсер, промоутер[157].
- 22 августа — Йетти Парл (92) — нидерландская певица[158].
- 23 августа — Джон ЛаКаз (42) — барабанщик группы «Eyehategod»[159].
- 27 августа — Марианна Боголюбская (94) — солистка балета Большого театра, заслуженная артистка России[160].

### Сентябрь
- 1 сентября — Флоренция Фабрис (38) — аргентинская оперная певица[161].
- 2 сентября — Тарас Кравцов (90) — украинский учёный-музыковед, композитор, педагог[162].
- 7 сентября — Илья Гурник[англ.] (90) — чешский композитор, пианист, эссеист[163].
- 11 сентября
  - Джимми Фонтана[англ.] (78) — итальянский композитор, певец и актёр[164].
  - Саян Санья (60) — таиландский певец.[165]
- 15 сентября — Джеки Ломакс (69) — британский певец, автор песен и гитарист.[166]
- 17 сентября
  - Марвин Рейноутер (88) — американский музыкант, певец и автор песен.[167]
  - Кристиан Гидлунд[англ.] (29) — шведский музыкант («Sugarplum Fairy»), журналист и писатель.[168]
- 18 сентября
  - Лиза Отто[англ.] (93) — немецкая оперная певица.[169]
  - Джонни Лаборьель[англ.] (71) — мексиканский рок-певец.[170]
  - Рудольф Атанесов (73) — джазовый музыкант, дирижёр, композитор, педагог.[171]
- 21 сентября — Роман Влад (93) — итальянский композитор и музыковед румынского происхождения.[172]
- 23 сентября — Рекс Хобкрофт[англ.] (88) — австралийский пианист, композитор и дирижёр, сооснователь Сиднейского международного конкурса пианистов.[173]
- 25 сентября
  - Владимир Ойдупаа (64) — тувинский исполнитель хоомея.[174]
  - Акифуми Накадзима (54) — японский музыкант-экспериментатор, более известный как Aube[175].

### Октябрь
- 1 октября — Александр Митрофанов (41) — барабанщик группы «Неприкасаемые».[176]
- 2 октября — Анатолий Макаровский (60) — актёр и музыкальный руководитель Киевского еврейского музыкально-драматического театра имени Шолом-Алейхема (1994—2013), солист ВИА «Контемпоранул» и «Оризонт»; заслуженный артист Украины.[177]
- 4 октября — Акира Миёси (80) — японский композитор.[178]
- 8 октября — Фил Шеврон[англ.] (56) — ирландский музыкант, гитарист группы «The Pogues».[179]
- 9 октября
  - Сергей Фалетёнок (43) — российский новосибирский музыкант и поэт («Иван Кайф», «Чёрный Лукич»).[180][181]
  - Апаз Жайнаков (52) — киргизский композитор и певец, народный артист Кыргызстана.[182]
- 10 октября — Ян Кунемунд[англ.] (51) — гитаристка американской хард-рок группы «Vixen».[183]
- 11 октября — Вадих Эль-Сафи[англ.] (91) — ливанский певец.[184]
- 13 октября — Анджела Молдован (86) — румынская фольклорная и оперная певица, кавалер Ордена Звезды Румынии.[185]
- 14 октября
  - Галина Олейниченко (85) — советская и российская оперная певица, солистка Большого театра (1957—1981), народная артистка РСФСР.[186]
  - Борис Пармёнов (61) — приднестровский поэт, композитор, исполнитель бардовской песни, один из авторов текста Государственного гимна ПМР.[187]
- 15 октября
  - Абрар Габдрахманов (78) — башкирский композитор.[188]
  - Глория Линн[англ.] (81) — американская джазовая певица.[189]
- 17 октября — Нина Войнаровская (88) — советская артистка оперетты, певица, заслуженная артистка РСФСР (1961), народная артистка Казахской ССР (1981).[190]
- 19 октября
  - Рональд Джексон[англ.] (73) — американский джазовый барабанщик и композитор, пионер авангардного джаза, свободного фанка и джаз-фьюжн.[191]
  - Ноэль Харрисон (79) — британский актёр, певец.[192]
- 21 октября — Джанни Феррио (88) — итальянский композитор и дирижёр.[193]
- 22 октября — Айвар Бризе[латыш.] (51) — латышский рок-музыкант.[194]
- 23 октября — Джипи Майо[англ.] (62) — гитарист («Dr. Feelgood», «The Yardbirds») и автор песен.[195]
- 24 октября
  - Маноло Эскобар (82) — испанский певец[196].
  - Михаил Банк (84) — российский пианист, дирижёр и педагог, народный артист России[197].
  - Манна Дей (94) — индийский певец[198].
- 25 октября — Владимир Келин (76) — артист оперетты, солист Ивановского музыкального театра, народный артист РФ[199].
- 26 октября — Эл Джонсон[англ.] (65) — американский певец[200].
- 27 октября — Лу Рид (71) — американский рок-музыкант, поэт, вокалист и гитарист, автор песен, один из основателей и лидер рок-группы The Velvet Underground[201]
- 29 октября — Рудольф Керер (90) — советский и российский пианист, педагог[202].
- 30 октября
  - Фрэнк Уэсс[англ.] (91) — американский джазовый саксофонист, флейтист[203].
  - Пит Хейкок (62) — британский гитарист и композитор, основатель группы «Climax Blues Band»[204].

### Ноябрь
- 1 ноября
  - Бобби Паркер (76) — американский блюз-роковый гитарист[205].
  - Бригитта Ноймайстер[нем.] (69) — австрийская оперная певица и музыковед[206].
- 4 ноября — Коммуна Исмаилова (85) — узбекская актриса и певица, народная артистка Узбекистана[207].
- 5 ноября — Сурена Дашицыренова (61) — оперная певица, солистка Бурятского государственного академического театра оперы и балета, заслуженная артистка России[208].
- 11 ноября
  - Араш Фаразманд (28) — барабанщик иранско-американской рок-группы «Yellow Dog[англ.]»[209].
  - Соруш Фаразманд (27) — гитарист рок-группы Yellow Dog[209].
- 12 ноября — Джон Тавенер (69) — британский композитор[210].
- 16 ноября — Ермек Сербекаев (87) — советский и казахский оперный певец (баритон), педагог. Народный артист СССР (1959), Герой Социалистического Труда (1986)[211].
- 17 ноября — Михаил Файнштейн (60) — бывший участник рок-группы «Аквариум» (1973—1991).[212]
- 20 ноября
  - Евгения Теджетова (44) — российская певица, вокалистка группы «Салют».[213]
  - Павел Бобек[англ.] (76) — чешский певец.[214]
- 21 ноября
  - Эвелина Соловьёва (66) — солистка ансамбля русских народных инструментов имени Будашкина, заслуженная артистка РСФСР.[215]
  - Конрад Суса[англ.] (78) — американский композитор.[216]
  - Бернар Пармеджани[англ.] (86) — французский композитор, одна из самых значимых фигур в электроакустической музыке.[217]
- 25 ноября — Чико Гамильтон[англ.] (92) — американский джазовый музыкант и композитор.[218]
- 26 ноября
  - Темистокле Попа (92) — румынский композитор и музыкант.[219]
  - Арик Айнштейн (74) — израильский эстрадный певец, актёр, автор песенных текстов.[220]

### Декабрь
- 1 декабря — Анатолий Селянин (76) — музыкант, профессор Саратовской государственной консерватории, создатель оркестра «Волга-Бэнд», заслуженный деятель искусств России.[221]
- 2 декабря — Джуниор Марвин (64) — ямайский певец.[222]
- 3 декабря — Андрей Шуркин (44) — солист оркестра Татарского академического государственного театра оперы и балета имени Мусы Джалиля, заслуженный артист Татарстана.[223]
- 6 декабря
  - Стэн Трейси[англ.] (86) — британский джазовый музыкант и композитор.[224]
  - Том Краузе (79) — финский оперный певец.[225]
- 8 декабря — Шандор Соколаи (82) — венгерский композитор, лауреат Премии имени Кошута (1966).[226]
- 9 декабря — Линн Киран[нем.] (53) — австрийская певица («The Rounder Girls»).[227]
- 10 декабря
  - Эдуард Шилов (64) — российский музыкант и педагог, заслуженный работник культуры Российской Федерации, директор Владимирской детской школы искусств № 2 им. С.Прокофьева, воспитатель лауреатов международных конкурсов.[228]
  - Джим Холл (83) — американский джазовый гитарист, композитор, аранжировщик.[229]
- 12 декабря — Збигнев Карковский[англ.] (55) — польский композитор.[230]
- 14 декабря — Эмилия Светлова (83) — советская и российская оперная певица, солистка Воронежского государственного театра оперы и балета (1962—2001), заслуженная артистка РСФСР (1974). (ссылка на сайте: kino-teatr.ru/teatr/acter/ros/382010/bio/)
- 16 декабря
  - Рэй Прайс (87) — американский певец, автор песен и гитарист.[231]
  - Геннадий Остащенко (76) — российский валторнист, лауреат международных конкурсов в Лондоне и Праге.[232]
  - Лолита Севилья[англ.] (78) — испанская актриса и певица.[233]
- 19 декабря — Херб Геллер[англ.] (85) — американский саксофонист.[234]
- 20 декабря
  - Аслан Ильясов (?) — азербайджанский гармонист.[235]
  - Иванка Митева-Коралова (102) — болгарская оперная певица, солистка Софийского национального театра оперы и балета.[236]
  - Дэвид Ричардс (57) — британский музыкальный продюсер («Queen», Дэвид Боуи, Игги Поп).[237]
  - Рики Даниган[англ.] (40) — американский рэпер, основатель хип-хоп группы «Three 6 Mafia», лауреат кинопремии «Оскар».[238]
- 22 декабря — Диас Диомедес (56) — колумбийский певец.[239]
- 23 декабря
  - Юсеф Латиф (93) — американский джазовый мульти-инструменталист, композитор и педагог, лауреат премии Грэмми.[240]
  - Рики Лоусон[англ.] (59) — музыкант-барабанщик, работавший с Майклом Джексоном, Уитни Хьюстон, Эриком Клэптоном, Филом Коллинзом.[241]
- 25 декабря — Аднан Шенсес[англ.] (78) — турецкий певец и актёр.[242]
- 26 декабря — Марта Эггерт (101) — венгерская и американская певица оперетты и киноактриса.[243]
- 27 декабря — Роза Джаманова (85) — казахская оперная певица (сопрано), народная артистка СССР.[244]
- 28 декабря — Эстер Борха[англ.] (100) — кубинская певица.[245]
- 29 декабря
  - Гленн Томас[англ.] (22) — американский рэпер, известный как «Doe B».[246]
  - Войцех Киляр (81) — польский композитор.[247]